# Parigi-Nizza 1962
La Parigi-Nizza 1962, ventesima edizione della corsa, si svolse dal 9 al 17 marzo su un percorso di 1 532 km ripartiti in nove tappe (la seconda, la terza, la quinta, la settima e la nona suddivise in due semitappe). Fu vinta dal belga Jef Planckaert, già terzo classificato nell'edizione precedente, davanti al britannico Tom Simpson e al tedesco Rolf Wolfshohl.

## Tappe
| Tappa  | Data     | Percorso                                          | km    | Vincitore di tappa                | Leader cl. generale |
| ------ | -------- | ------------------------------------------------- | ----- | --------------------------------- | ------------------- |
| 1ª     | 9 marzo  | Parigi > Cosne-sur-Loire                          | 235   | Jean Graczyk                      | Jean Graczyk        |
| 2ª-1ª  | 10 marzo | Pouilly-sur-Loire > Château-Chinon                | 91    | Emile Daems                       | Emile Daems         |
| 2ª-2ª  | 10 marzo | Château-Chinon > Montceau-les-Mines               | 89    | Noël Foré                         | Emile Daems         |
| 3ª-1ª  | 11 marzo | Etang du Plessis (cron. a squadre)                | 5.3   | Gitane-Leroux-Dunlop-R. Geminiani | Bas Maliepaard      |
| 3ª-2ª  | 11 marzo | Etang du Plessis > Etang du Plessis               | 56    | Willy Vanden Berghen              | Bas Maliepaard      |
| 4ª     | 12 marzo | Montceau-les-Mines > Saint-Étienne                | 202   | Guido Carlesi                     | Tom Simpson         |
| 5ª-1ª  | 13 marzo | Saint-Étienne > Saint-Étienne (cron. individuale) | 27    | Joseph Velly                      | Jef Planckaert      |
| 5ª-2ª  | 13 marzo | Saint-Étienne > Romans-sur-Isèr                   | 83    | Noël Foré                         | Jef Planckaert      |
| 6ª     | 14 marzo | Romans-sur-Isèr > Avignone                        | 185   | Rudi Altig                        | Jef Planckaert      |
| 7ª-1ª  | 15 marzo | Beaucaire > Vergèze (cron. individuale)           | 45.3  | Flandria-Faema                    | Jef Planckaert      |
| 7ª-2ª  | 15 marzo | Vergèze > Manosque                                | 183   | Rik Van Looy                      | Jef Planckaert      |
| 8ª     | 16 marzo | Manosque > La Ciotat                              | 135   | Edgard Sorgeloos                  | Jef Planckaert      |
| 9ª-1ª  | 17 marzo | La Ciotat > Fréjus                                | 130   | Noël Foré                         | Jef Planckaert      |
| 9ª-2ª  | 17 marzo | Fréjus > Nizza                                    | 102   | Rik Van Looy                      | Jef Planckaert      |
| Totale | Totale   | Totale                                            | 1 532 |                                   |                     |

## Dettagli delle tappe

### 1ª tappa
- 9 marzo: Parigi > Cosne-sur-Loire – 235 km

| Pos. | Corridore        | Squadra       | Tempo    |
| ---- | ---------------- | ------------- | -------- |
| 1    | Jean Graczyk     | Saint-Raphaël | 6h18'43" |
| 2    | Raymond Poulidor | Mercier       | s.t.     |
| 3    | Armand Desmet    | Flandria      | s.t.     |

| Pos. | Corridore    | Squadra       | Tempo |
| ---- | ------------ | ------------- | ----- |
| 1    | Jean Graczyk | Saint-Raphaël |       |

### 2ª tappa - 1ª semitappa
- 10 marzo: Pouilly-sur-Loire > Château-Chinon – 91 km

| Pos. | Corridore       | Squadra  | Tempo    |
| ---- | --------------- | -------- | -------- |
| 1    | Emile Daems     | Philco   | 2h29'57" |
| 2    | Alan Ramsbottom | Pelforth | s.t.     |
| 3    | Bas Maliepaard  | Gitane   | s.t.     |

| Pos. | Corridore   | Squadra | Tempo |
| ---- | ----------- | ------- | ----- |
| 1    | Emile Daems | Philco  |       |

### 2ª tappa - 2ª semitappa
- 10 marzo: Château-Chinon > Montceau-les-Mines – 89 km

| Pos. | Corridore        | Squadra  | Tempo    |
| ---- | ---------------- | -------- | -------- |
| 1    | Noël Foré        | Flandria | 2h12'05" |
| 2    | Joseph Groussard | Pelforth | a 28"    |
| 3    | Jean Gainche     | Mercier  | s.t.     |

| Pos. | Corridore   | Squadra | Tempo |
| ---- | ----------- | ------- | ----- |
| 1    | Emile Daems | Philco  |       |

### 3ª tappa - 1ª semitappa
- 11 marzo: Etang du Plessis > Etang du Plessis (cron. a squadre) – 5,3 km

| Pos. | Squadra                           | Tempo |
| ---- | --------------------------------- | ----- |
| 1    | Gitane-Leroux-Dunlop-R. Geminiani | 5'46" |
| 2    | Saint-Raphaël                     | a 3"  |
| 3    | Pelforth-Sauvage-Lejeune          | a 9"  |

| Pos. | Corridore      | Squadra | Tempo |
| ---- | -------------- | ------- | ----- |
| 1    | Bas Maliepaard | Gitane  |       |

### 3ª tappa - 2ª semitappa
- 11 marzo: Etang du Plessis > Etang du Plessis – 56 km

| Pos. | Corridore            | Squadra  | Tempo    |
| ---- | -------------------- | -------- | -------- |
| 1    | Willy Vanden Berghen | Mercier  | 1h03'45" |
| 2    | Armando Pellegrini   | Molteni  | s.t.     |
| 3    | Jean-Claude Lefèbvre | Pelforth | s.t.     |

| Pos. | Corridore      | Squadra | Tempo |
| ---- | -------------- | ------- | ----- |
| 1    | Bas Maliepaard | Gitane  |       |

### 4ª tappa
- 12 marzo: Montceau-les-Mines > Saint-Étienne – 202 km

| Pos. | Corridore     | Squadra       | Tempo    |
| ---- | ------------- | ------------- | -------- |
| 1    | Guido Carlesi | Philco        | 4h50'17" |
| 2    | Rik Van Looy  | Flandria      | s.t.     |
| 3    | Rudi Altig    | Saint-Raphaël | s.t.     |

| Pos. | Corridore   | Squadra | Tempo |
| ---- | ----------- | ------- | ----- |
| 1    | Tom Simpson | Gitane  |       |

### 5ª tappa - 1ª semitappa
- 13 marzo: Saint-Étienne > Saint-Étienne (cron. individuale) – 27 km

| Pos. | Corridore        | Squadra | Tempo  |
| ---- | ---------------- | ------- | ------ |
| 1    | Joseph Velly     | Margnat | 42'14" |
| 2    | Raymond Poulidor | Mercier | a 28"  |
| 3    | Rolf Wolfshohl   | Gitane  | a 39"  |

| Pos. | Corridore      | Squadra  | Tempo |
| ---- | -------------- | -------- | ----- |
| 1    | Jef Planckaert | Flandria |       |

### 5ª tappa - 2ª semitappa
- 13 marzo: Saint-Étienne > Romans-sur-Isèr – 83 km

| Pos. | Corridore        | Squadra  | Tempo    |
| ---- | ---------------- | -------- | -------- |
| 1    | Noël Foré        | Flandria | 1h50'53" |
| 2    | Antonio Bailetti | Carpano  | s.t.     |
| 3    | Anatole Novak    | Gitane   | s.t.     |

| Pos. | Corridore      | Squadra  | Tempo |
| ---- | -------------- | -------- | ----- |
| 1    | Jef Planckaert | Flandria |       |

### 6ª tappa
- 14 marzo: Romans-sur-Isèr > Avignone – 185 km

| Pos. | Corridore      | Squadra       | Tempo    |
| ---- | -------------- | ------------- | -------- |
| 1    | Rudi Altig     | Saint-Raphaël | 4h02'36" |
| 2    | Jef Planckaert | Flandria      | a 1"     |
| 3    | Rolf Wolfshohl | Gitane        | s.t.     |

| Pos. | Corridore      | Squadra  | Tempo |
| ---- | -------------- | -------- | ----- |
| 1    | Jef Planckaert | Flandria |       |

### 7ª tappa - 1ª semitappa
- 15 marzo: Beaucaire (Gard) > Vergèze (cron. a squadre) – 45,3 km

| Pos. | Squadra       | Tempo    |
| ---- | ------------- | -------- |
| 1    | Flandria      | 1h00'03" |
| 2    | Saint-Raphaël | a 1'01"  |
| 3    | Gitane        | a 1'52"  |

| Pos. | Corridore      | Squadra  | Tempo |
| ---- | -------------- | -------- | ----- |
| 1    | Jef Planckaert | Flandria |       |

### 7ª tappa - 2ª semitappa
- 15 marzo: Vergèze > Manosque – 183 km

| Pos. | Corridore       | Squadra  | Tempo    |
| ---- | --------------- | -------- | -------- |
| 1    | Rik Van Looy    | Flandria | 4h47'55" |
| 2    | Emile Daems     | Philco   | s.t.     |
| 3    | Frans Schoubben | Peugeot  | a 5"     |

| Pos. | Corridore      | Squadra  | Tempo |
| ---- | -------------- | -------- | ----- |
| 1    | Jef Planckaert | Flandria |       |

### 8ª tappa
- 16 marzo: Manosque > La Ciotat – 135 km

| Pos. | Corridore        | Squadra  | Tempo    |
| ---- | ---------------- | -------- | -------- |
| 1    | Edgard Sorgeloos | Flandria | 3h35'17" |
| 2    | Raymond Elena    | Margnat  | a 2"     |
| 3    | Bas Maliepaard   | Gitane   | a 36"    |

| Pos. | Corridore      | Squadra  | Tempo |
| ---- | -------------- | -------- | ----- |
| 1    | Jef Planckaert | Flandria |       |

### 9ª tappa - 1ª semitappa
- 17 marzo: La Ciotat > Fréjus – 130 km

| Pos. | Corridore      | Squadra  | Tempo    |
| ---- | -------------- | -------- | -------- |
| 1    | Noël Foré      | Flandria | 3h59'16" |
| 2    | Robert Ducard  | Margnat  | a 25"    |
| 3    | Jaak De Boever | Liberia  | s.t.     |

| Pos. | Corridore      | Squadra  | Tempo |
| ---- | -------------- | -------- | ----- |
| 1    | Jef Planckaert | Flandria |       |

### 9ª tappa - 2ª semitappa
- 17 marzo: Fréjus > Nizza – 102 km

| Pos. | Corridore      | Squadra  | Tempo    |
| ---- | -------------- | -------- | -------- |
| 1    | Rik Van Looy   | Flandria | 2h54'47" |
| 2    | Jean Gainche   | Mercier  | s.t.     |
| 3    | Bas Maliepaard | Gitane   | s.t.     |

| Pos. | Corridore      | Squadra  | Tempo     |
| ---- | -------------- | -------- | --------- |
| 1    | Jef Planckaert | Flandria | 39h04'45" |
| 2    | Tom Simpson    | Gitane   | a 2'57"   |
| 3    | Rolf Wolfshohl | Gitane   | a 5'58"   |

## Classifiche finali

### Classifica generale
| Pos. | Corridore         | Squadra               | Tempo     |
| ---- | ----------------- | --------------------- | --------- |
| 1    | Jef Planckaert    | Flandria-Faema        | 39h04'45" |
| 2    | Tom Simpson       | Gitane-Leroux         | a 2'57"   |
| 3    | Rolf Wolfshohl    | Gitane-Leroux         | a 5'58"   |
| 4    | Armand Desmet     | Flandria-Faema        | a 6'23"   |
| 5    | Bas Maliepaard    | Gitane-Leroux         | a 8'47"   |
| 6    | Rik Van Looy      | Flandria-Faema        | a 9'00"   |
| 7    | Raymond Poulidor  | Mercier-BP-Hutchinson | a 9'15"   |
| 8    | Henri Anglade     | Liberia-Grammont      | a 11'13"  |
| 9    | Jean Gainche      | Mercier-BP-Hutchinson | a 11'32"  |
| 10   | Georges Groussard | Pelforth-Sauvage      | a 13'33"  |